# Rally Villa de Llanes de 1989
El Rally Villa de Llanes de 1989, oficialmente 13.º Rally Internacional Villa de Llanes, fue la decimotercera edición y la quinta cita de la temporada 1989 del Campeonato de España de Rally. Fue también puntuable para el campeonato de Asturias. Se celebró del 2 al 4 de junio y contó con un itinerario de 257 km cronometrados.

## Clasificación final
| Pos. | Piloto               | Copiloto           | Automóvil                      | Tiempo  | Diferencia |
| ---- | -------------------- | ------------------ | ------------------------------ | ------- | ---------- |
| 1.   | Josep Bassas         | Antonio Rodríguez  | BMW M3 E30                     | 3:07:57 | 0.0        |
| 2.   | Jesús Puras          | Tomás Aguado       | Ford Sierra RS Cosworth        | 3:10:33 | +2:36      |
| 3.   | Borja Moratal        | Alfredo Rodríguez  | Opel Kadett GSI 16V            | 3:19:34 | +11:37     |
| 4.   | Francisco Cima       | José Francisco Gil | Renault 5 GT Turbo             | 3:21:55 | +13:58     |
| 5.   | Daniel Alonso        | Salvador Belzunces | Ford Sierra RS Cosworth        | 3:23:16 | +15:19     |
| 6.   | Luis Climent         | "Vivi"             | Opel Kadett GSI                | 3:27:51 | +19:54     |
| 7.   | Javier Azcona        | Miguel Aldaz       | Peugeot 205 GTI 1.9            | 3:28:38 | +20:41     |
| 8.   | Evangelino Otero     | Ventura Giménez    | Renault 5 GT Turbo             | 3:28:44 | +20:47     |
| 9.   | Pedro Javier Diego   | Icíar Muguerza     | Peugeot 205 GTI 1.9            | 3:28:51 | +20:54     |
| 10.  | Juan Carlos Otamendi | Manuel A. Colado   | Ford Sierra RS Cosworth 4-door | 3:31:38 | +23:41     |